# Santipur
Santipur è una suddivisione dell'India, classificata come municipality, di 138.195 abitanti, situata nel distretto di Nadia, nello stato federato del Bengala Occidentale. In base al numero di abitanti la città rientra nella classe I (da 100.000 persone in su).

## Geografia fisica
La città è situata a 23° 15' 0 N e 88° 25' 60 E e ha un'altitudine di 14 m s.l.m..

## Società

### Evoluzione demografica
Al censimento del 2001 la popolazione di Santipur assommava a 138.195 persone, delle quali 70.084 maschi e 68.111 femmine. I bambini di età inferiore o uguale ai sei anni assommavano a 16.050, dei quali 8.172 maschi e 7.878 femmine. Infine, coloro che erano in grado di saper almeno leggere e scrivere erano 87.970, dei quali 48.132 maschi e 39.838 femmine.